# Александра
Александра (грч. Αλέξανδρος) је женско име грчког порекла, у значењу „заштитница људи“. Име је настало и користило се као један од епитета за грчку богињу Херу — заштитницу људи. 
Сродна имена су Сандра, Алекса и Алексија. Мушки облик имена је Александар.

## Имендани[како?]
- 18. март,
- 20. март,
- 4. мај,
- 18. мај,
- 31. мај,
- 17. јул.

## Варијације имена
-,
-,
-, имендан: 18. мај.

## Познате личности
- Александра Римска, жена римског цара Диоклецијана,
- Александра Фјодоровна, жена руског цара Николаја I Павловича,
- Александра Фјодоровна, жена последњег руског цара Николаја II Александровича,
- Александра Карађорђевић, последња југословенска краљица,
- Александра Ковач, певачица,
- Александра Радовић, певачица,
- Александра Плескоњић-Илић, глумица,
- Александра Пол, глумица,
- Александра Остер (мађ. Oszter Alexandra), глумица,
- Александра Рипли, књижевница,
- Александра Вознијак, тенисерка,
- Сандра Булок, глумица.